# 章律
章律（1428年—1493年），字鳴鳳，號容齋，晚號怡晚散人，直隸蘇州府常熟縣人，官籍，明朝政治人物。同進士出身。

## 生平
應天府鄉試第七十一名。景泰五年（1454年）甲戌科會試第五十八名，殿試登第三甲第五十七名進士。天顺年间，任刑部主事，转员外郎，屡决疑狱。成化初年，外官保定府知府，任內兴学校，定户役，清理冤案，壓制豪強。歷雲南、廣西參政，加右副都御史，巡撫雲貴。弘治改元，召還，管南京都察院事。

## 家族
曾祖章日敬。祖父章煥文。父章珪，曾任監察御史。兄章格。